# Eliurus minor
Eliurus minor es una especie de roedor de la familia Nesomyidae.

## Distribución geográfica
Se encuentra en sólo en Madagascar.